# Piezoelektrický jev
Piezoelektrický jev (z řeckého piezein (πιέζειν) – tlačit) je schopnost krystalu při deformování generovat elektrické napětí. Může se vyskytovat pouze u krystalů, které nemají střed symetrie. 
Nejznámější piezoelektrickou látkou je monokrystalický křemen, křišťál. Poprvé byl piezoelektrický jev pozorován u Seignettovy soli (tetrahydrát vinanu draselno-sodného).
Opačný jev, kdy se krystal deformuje ve vnějším elektrickém poli, se nazývá nepřímý piezoelektrický jev. Další jev zvaný elektrostrikce, ačkoliv je nepřímému piezoelektrickému jevu podobný, jedná se o proces samostatný.

## Vznik piezoelektrického jevu

Mechanismus vzniku elektrické polarizace při deformaci

Jev lze vysvětlit mikroskopicky: Deformací se ionty opačných nábojů posunou v krystalové mřížce tak, že elektrická těžiště záporných a kladných iontů, která se v nezdeformovaném krystalu nacházejí ve stejném bodě, se od sebe vzdálí. Na určitých plochách krystalu se objeví elektrický náboj.
Při obráceném piezoelektrickém jevu, dochází pod vlivem elektrického pole k deformaci. Míru deformace krystalu konkrétní látky popisuje piezoelektrická konstanta. 
Piezolektrickému jevu je podobný jev elektrostrikce. Elektrostrikční jev se však na rozdíl od jevu piezoelektrického projevuje ve všech dielektrických materiálech (dielektrikum) a se změnou znaménka elektrického pole při něm nedochází ke změně směru deformace. 
S deformací krystalické mřížky působením vnější síly souvisí i změna měrného elektrického odporu. Tento je označován jako piezorezistivní jev.
Při vysokých teplotách dochází u jakéhokoliv materiálu ke ztrátě piezoelektrických vlastností, protože je narušeno uspořádání iontů. K této změně dochází skokově, podobně jako ke změně skupenství. (Viz fázový přechod.) Přechodová teplota je charakteristická pro daný materiál a nazývá se Curieova teplota.

## Využití piezoelektrického jevu
Obvykle se udává, že piezoelektrický jev byl objeven v letech 1880 (Pierre a Jacques Curie).
Přímý piezoelektrický jev se využívá např. v zapalovačích, v gramofonových přenoskách, resp. krystalových vložkách, v piezoelektrických mikrofonech. Piezorezistivní jev je využíván například v polovodičových tenzometrech.
Využití obráceného piezoelektrického jevu je založeno na působení elektrického pole na krystal. Je-li pole časově periodicky proměnné s kmitočtem, který odpovídá kmitočtu vlastních elastických kmitů krystalu, vzniká mechanická rezonance.
Přímý i obrácený (nepřímý) piezoelektrický jev se využívá například v lékařských sonografech, generujících ultrazvuk. Velmi rozsáhlé možnosti využití pizoelektrického jevu zajistila také oblast digitálních tiskáren. U těchto se momentálně využívá tzv. termo principu (hlavním zástupcem je společnost HP) a právě piezo (Epson). Výhodou piezoelektrické technologie je fakt, že u ní nedochází k zahřívání inkoustu a proto lze tisknout i velmi agresivními médii, jakými jsou solventní (ředidlové) inkousty, UV inkousty (k jejich vytvrzení dochází až po dopadu na tiskové médium pomocí UV záření) a nebo například inkousty, u kterých by při zahřátí v tiskové hlavě došlo k degradaci – sublimační inkousty.

### Další aplikace

Princip aktivního sonaru

Sonar byl vyvinut v první světové válce k detekci objektů v moři jako jedna z prvních piezoaplikací.
SONAR, angl. SOund Navigation And Ranging (zvuková navigace a zaměřování) je obdobou:
- RADARu (RAdio Detection And Ranging) nebo
- LIDARu (Laser lluminated Detection And Ranging).

Sonar je využíván například:

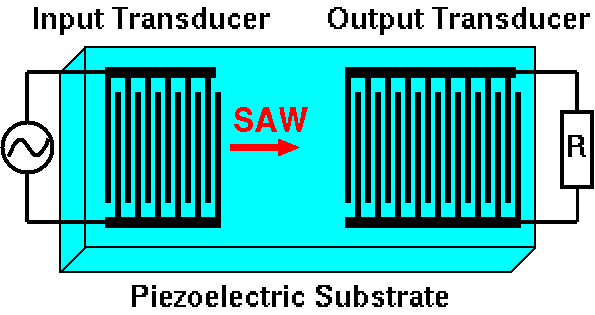
Uspořádání vstupního a výstupního měniče pro povrchovou akustickou vlnu

- v ponorkách, protože rádiové vlny mají pod vodou výrazně menší dosah než na souši;
- ve zdravotnictví k neinvazivnímu vyšetřování orgánů, plodu atp.

Povrchová akustická vlna je základem součástek s povrchovou akustickou vlnou, které využívají generování a detekci povrchové akustické vlny na piezoelektrickém substrátu. Tyto součástky mají řadu aplikací (filtry, oscilátory a transformátory).
V živočišné říši využívají sonar netopýři a kytovci. Echolokační smysl se vyvinul také u ptáků. Jihoamerický gvačaro jeskynní a jihoasijská salangana ostrovní užívají krátkých signálů k orientaci ve složitých rozsáhlých jeskynních systémech. Na rozdíl od netopýrů a kytovců jsou signály uvedených druhů v námi slyšitelné frekvenci 4–8 kHz. 